# Walki pod Dubnem i Chorupaniem

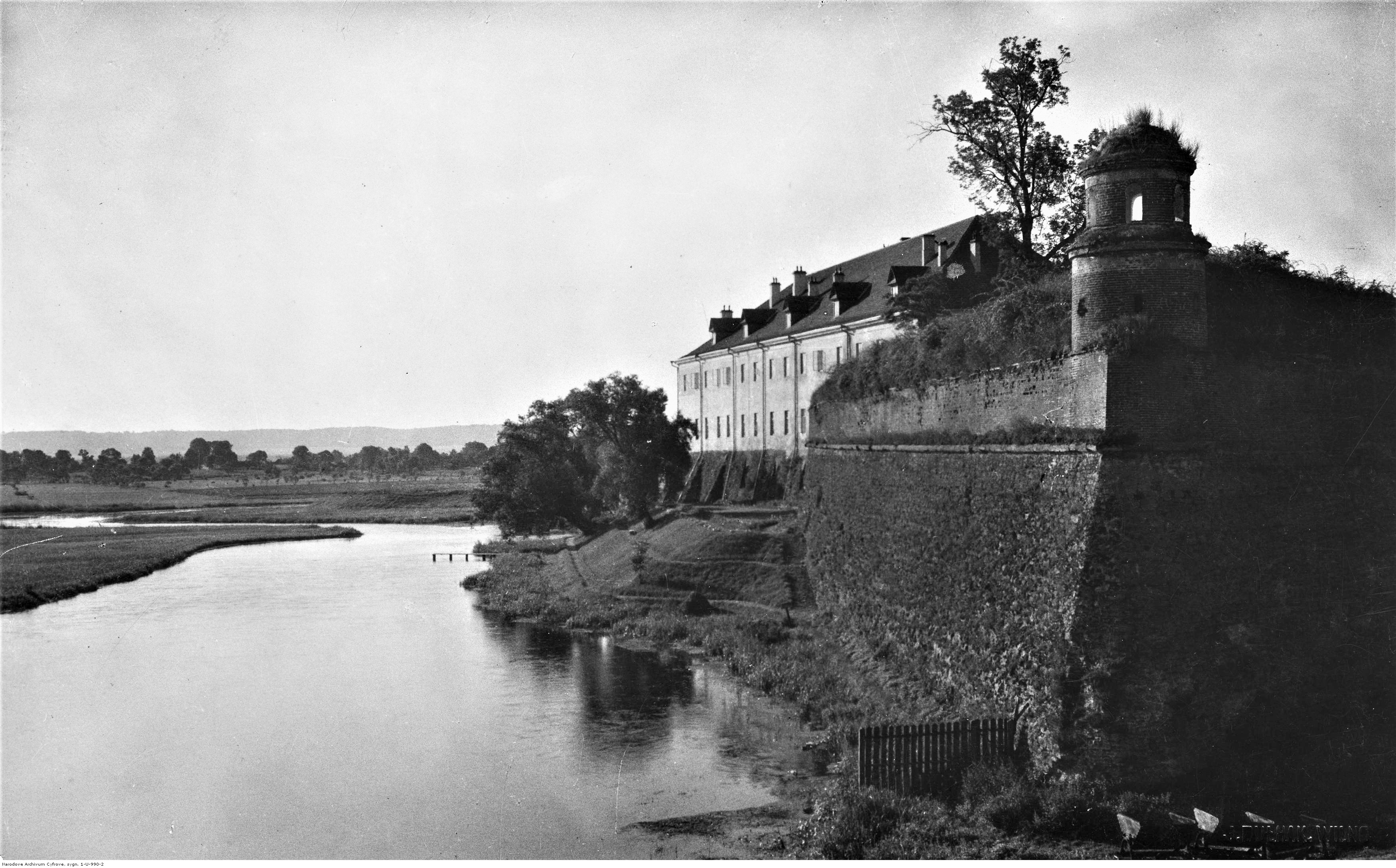
Dubno, województwo wołyńskie. Zamek Ostrogskich - widok od strony rzeki Ikwy

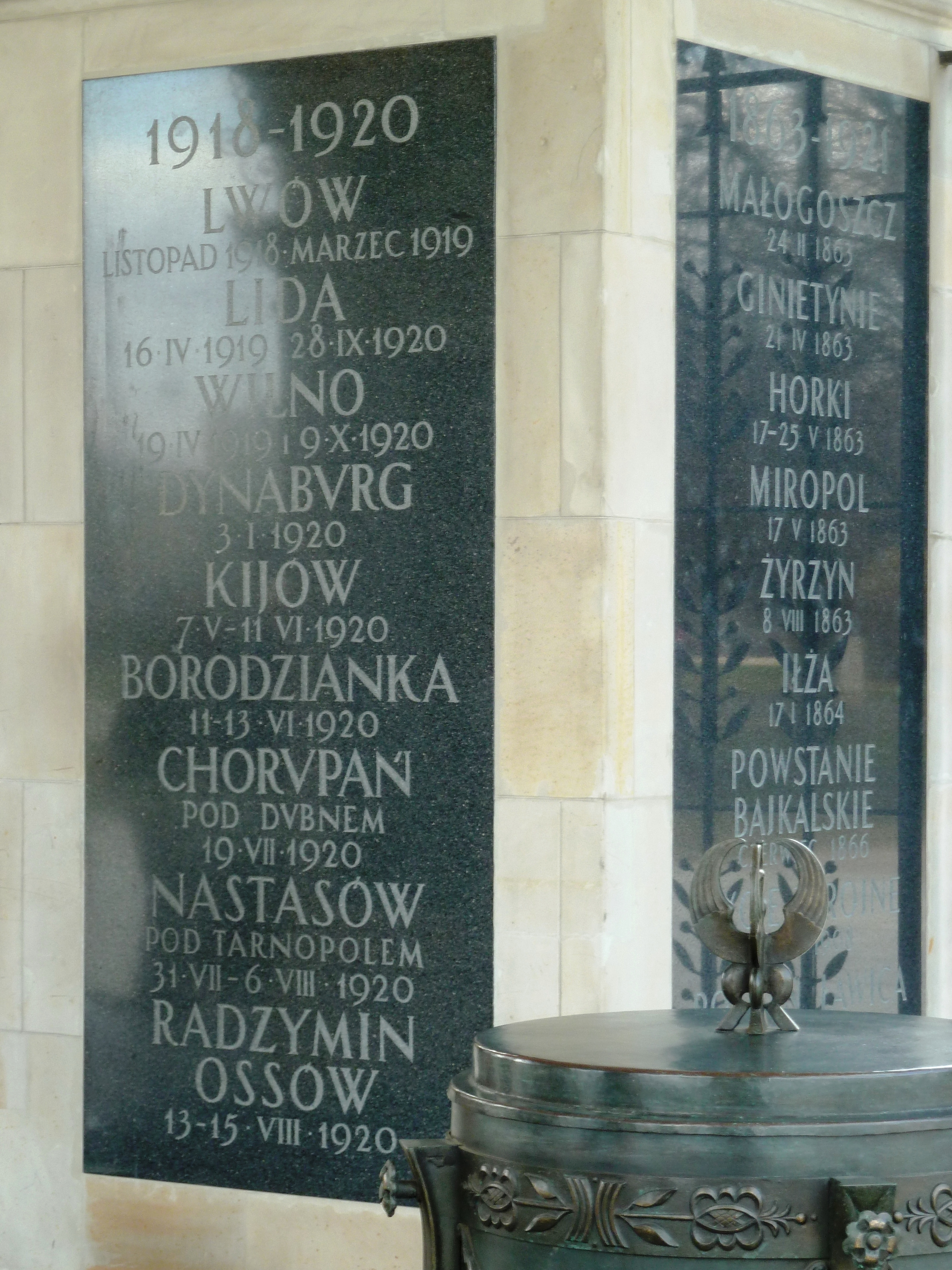
Tablica na Grobie Nieznanego Żołnierza w Warszawie – upamiętnienie „Chorupań pod Dubnem 19·VII·1920”

Walki pod Dubnem i Chorupaniem – bitwy i potyczki oddziałów 18 Dywizji Piechoty z jednostkami 1 Armii Konnej Siemiona Budionnego w okresie wojny polsko-bolszewickiej.

## Przed bitwą
W końcu czerwca 1920 1 Armia Konna przerwała front polski nad Słuczą, na styku 2 Armii gen. Kazimierza Raszewskiego i 6 Armii gen. Jana Romera. Celem zamknięcia luki i przywrócenia łączności pomiędzy dwoma polskimi armiami, została zorganizowana i skierowana nad Horyń Grupa gen. Franciszka Krajowskiego w składzie: 18 Dywizja Piechoty (XXXV i XXXVI BP), 44 pułk piechoty, I/4 pułku strzelców podhalańskich, szwadron strzelców konnych, bateria ukraińska i 6 pułk ułanów. Rozkaz dowódcy 6 Armii stwierdzał, że jeśli grupa nie będzie mogła wziąć udziału w przypuszczalnej bitwie przeciw Budionnemu nad Horyniem, to jej głównym zadaniem stanie się obrona frontu nad Ikwą na odcinku Krzemieniec – Dubno.
9 lipca Grupa gen. Krajowskiego osiągnęła rejon Obgowa. Stąd planowano uderzenie na Dubno. Jednakże w trakcie przygotowań gen. Krajowski otrzymał  prośbę o pomoc od gen. Pawła Szymańskiego, który siłami X Brygady Piechoty oraz 105 pułku piechoty obsadził Krzemieniec. Gen. Krajowski postanowił nocą z 9 na 10 lipca rozbić nieprzyjaciela atakującego X BP, przekroczyć Ikwę w Krzemieńcu i uderzyć na Dubno od zachodu.
W południe 10 lipca dywizja osiągnęła Antonowce, a w godzinach nocnych nawiązano kontakt z X Brygadą. Około południa 11 lipca  nadszedł rozkaz uderzenia na sowiecką 11 Dywizję Kawalerii, stojącą na wschód od Dubna. Zanim jednak grupa przygotowała się do odmarszu w nakazanym kierunku, sowiecka 45 Dywizja Strzelców i BK Kotowskiego przełamały obronę polskiej X BP i wdarły się do Krzemieńca. Celem udzielenia pomocy X Brygadzie, o świcie 12 lipca  gen. Krajowski skierował pod Grabówkę 42 pp, 44 pp i 1/4 pspodh. Natarcie zmusiło do ucieczki 403, 404 i 405 ps z 45 DS. Wieczorem 44 pp odszedł do macierzystej 13 Dywizji Piechoty.
Kolejny rozkaz dowódcy 6 Armii podporządkował gen. Krajowskiemu Grupę gen. Szymańskiego i Grupę płk. Aleksandra Sasa-Jasińskiego, która częścią sił obsadzała fort Zahorce, a częścią stała w Brodach. Wzmocniony tymi oddziałami gen. Krajowski miał rozbić oddziały sowieckiej 45 Dywizji Strzelców, stojące pod Krzemieńcem, a następnie odzyskać Dubno i obsadzić Ikwę na odcinku Dubno – Krzemieniec.

## Pierwsze natarcie na Dubno
Wieczorem 12 lipca 18 Dywizja Piechoty stała w rejonie Werba – Ptycza, a generał Krajowski nie posiadał szczegółowych wiadomości o nieprzyjacielu. Patrole 6 pułku ułanów napotkały grupy kozaków już w Sudobiczach, Nikityczach, Milczy i Pełczy.
Świtem, 13 lipca, ruszyło natarcie na Dubno. 145 pułk piechoty z dwoma bateriami maszerował przez Piratyn na kolonię Aleksandrówkę. Kolumna sił głównych dywizji posuwała się wzdłuż zachodniego brzegu Ikwy szosą na Dubno. W straży przedniej  dowódca XXXVI Brygady prowadził dwa bataliony 49 pułku piechoty, wzmocnione bateriami 18 pap. XXXV Brygada Piechoty ze 144 pułkiem piechoty i trzema bateriami stanowiła odwód dywizji.
49 pułk piechoty uderzył na oddziały 11 Dywizji Kawalerii blokujące Fort Zahorce i odrzucił je na północ. Dowódca obrony fortu, mjr Wiktor Matczyński, witał radośnie swoich oswobodzicieli. Jego pododdziały - batalion zapasowy 50 pułku piechoty i 2/VIII kompania saperów walczyły w okrążeniu resztami sił.
Odblokowanie fortu nie zakończyło jednak walk w jego otoczeniu. I/49 pułku piechoty obsadził wzgórza na zachód od fortu i walczył jeszcze kilka godzin z kontratakującymi kozakami. W walkach tych został ranny dowódca 49 pp, kpt. Adam Nadachowski, a dowództwo objął kpt. Szymon Kocur. Pod jego dowództwem wyprowadzono natarcie na Tarakanowo. Po krótkiej walce zdobyto dwa ckm, kilka wozów amunicyjnych i sanitarnych oraz kilka luźnych koni. Kolejną rubież obrony bolszewicy zorganizowali w oparciu o wzniesienia na północ od Tarakanowa i przedmieścia Dubna („Park Palestyna”). Atak 49 pp, wsparty ogniem artylerii, nie zdołał ich stamtąd odrzucić.
W tym czasie lewa kolumna – II. i III/145 pułku piechoty z dwoma bateriami wyszły z Ptyczy przez Piratyn na kolonię Aleksandrówkę. Do Piratyna maszerowały bez walk. Stąd III/145 uderzył na Sady. Zaskoczona silnym uderzeniem jazda nieprzyjaciela rozproszyła się po lasach, pozostawiając taborowy z 11 DK. I/145 pp  z 2 18 pap i 6 puł stanowiły straż lewą i ubezpieczały kierunek  Buderaż – Smordwa.
Około południa piechota podeszła do przedmieść Dubna. Szwadrony nieprzyjacielskie operujące na południowy zachód od Dubna starały się uderzyć na skrzydło i tyły 49 pułku piechoty. Wchodziły też w lukę pomiędzy 49. a  145 pp. Generał Krajowski przesunął więc do przodu odwód dywizji – 144 pp  i koncentrycznie uderzył w kierunku Dubna. Jazda bolszewicka  wycofała się w nieładzie w kierunku Chorupań – Gołowczyce. Dubno zostało opanowane, a miasto obsadził 144 pp.
Po przegrupowaniu sił 18 DP jej XXXVI BP, ze 145 pułkiem piechoty na czele, ruszyła na Chorupań i Gołowczyce. Około 21.00 Chorupań został zdobyty, a przeciwnik odrzucony  na Smordwę, Młynów i północny brzeg Ikwy. XXXVI Brygada nie zdołała nawiązać łączności z I/145 pp i 6 pułkiem ułanów.
Operujący samodzielnie na wschodnim brzegu Ikwy III/49 pp w godz. 8- 12 stoczył zacięty bój pod Strakłowem. Batalion stracił 20% stanu osobowego, ale utrzymał stanowiska, umożliwiając dywizji pomyślne zakończenie walk o Dubno.
Wieczorem 13 lipca 144 pp stacjonował w Dubnie, a 145 pp stał w Chorupaniu  i na wzgórzu 206, 9 pułk strzelców granicznych z grupy płk. Jasińskiego otrzymał rozkaz wzmocnienia załogi fortu Zahorce, 105 pp obsadził przejścia przez Ikwę, od Krzemieńca aż do Ptyczy, zabezpieczając tyły 18 DP i utrzymując łączność taktyczną z X Brygadą Piechoty w Krzemieńcu. Dwie kompanie tego pułku odeszły do dyspozycji mjr. Matczyńskiego. Rejony operowania kawalerii bolszewickiej były słabo rozpoznane. Nie znano też dokładnie zamiarów przeciwnika.18 Dywizja Piechoty była otoczona przez konne dywizje Budionnego, a o jakiejkolwiek łączności z prawym skrzydłem 2 Armii nie było mowy.
Rano 14 lipca zaatakowana została w Chorupaniu XXXVI Brygada. Po krwawej walce natarcie odparto. Po odparciu ataku nadszedł rozkaz wycofania dywizji do odwodu 6 Armii. O 11:30 XXXVI Brygada wyruszyła z Chorupania i Gołowczyc przez Pełczę do Ptyczy, a XXXV Brygada z Dubna do Werby. Wieczorem 18 DP ześrodkowała się w rejonie Ptycze – Werba. 
Wykorzystał to skwapliwie Budionny i 15 lipca jego 11 i 14 Dywizje Kawalerii zepchnęły znad Ikwy słabe oddziały płk. Sasa-Jaworskiego, opanowały Dubno, Chorupań i ponownie oblegały fort Zahorce.

## Drugie natarcie na Dubno
14 lipca nieprzyjaciel atakował 6-krotnie Tarnorudę, a na odcinku 13 Dywizji Piechoty Domaninkę i  Wyszogródek. Dowódca 6 Armii gen. Romer nakazał „natychmiastowe oddanie jednego pułku 18 DP na pomoc 12 Dywizji Piechoty do Tarnopola i ugrupowanie gros sił, w rejonie Dunajów - Iwanie Puste”.
Generał Krajowski zaproponował: „natychmiastowe odesłanie 42 pułku piechoty z Rudni do 12. lub 13 DP, lecz pozostawienie gros 18 DP w rejonie Ptycza - Werba, ażeby uderzyć dnia 15 lipca po wschodnim brzegu Ikwy na Budionnego i wspólnie z 6 Dywizją  Piechoty odrzucić go w kierunku Równego”. 
Gen. Romer zaakceptował: „natychmiastowe odesłanie 42 pp do Tarnopola, zaś takie ugrupowanie gros 18 DP, by uderzyć na Dubno – Młynów lub na korzyść 13 Dywizji Piechoty”.
Działania dywizji 15 lipca
Przed południem 15 lipca dywizja odpoczywała. 42 pułk piechoty rozpoczął „wagonowanie” na stacji Rudnia.
Około 14.30 gen. Krajowski otrzymał od gen, Romera rozkaz wyrzucenia Sowietów za Ikwę. 
Dowódca grupy postawił natychmiast w stan alarmu 144 pułk piechoty, 4. i 6. baterie 18 pułku artylerii polowej i szwadron ułanów. Dowódca 144 pp otrzymał zadanie: „zgrupować pododdziały pod fortem Zahorce,  nocą z 15 na 16 lipca maszerować na Chorupań i od świtu 16 lipca zamknąć przejścia przez lkwę między Dubnem a Młynowem”. Do dyspozycji 144 pp przekazano 6 samochodów ciężarowych.
Gros dywizji ruszyło jeszcze po południu 15 lipca z Ptyczy w kierunku Zahorce – Sady Wielkie. Dowódca XXXVI BP płk Ryszard Hausner prowadził trzy bataliony 49 pp z I/18 pap. Na południe od Małej Milczy, idący w straży przedniej, III/49 pp kpt. Mościckiego otrzymał ogień artylerii z małej odległości. Natychmiastowe rozwinięcie kompanii i zdecydowane uderzenie spowodowało, że 9 kompania salwami rozbiła zwartą kolumnę bolszewickiego pułku kawalerii, a 10 kompania obeszła Milczę i uderzyła na białą broń na baterie artylerii nieprzyjaciela, zdobywając 4 działa. Odparty został też kontratak skierowany na prawe skrzydło batalionu. Straty własne wynosiły 8 rannych, straty bolszewików 36 zabitych i 4 działa. Z nieprzyjacielem z powodzeniem walczyła też straż tylna kolumny. Przeciwnikiem były oddziały 14. i 11 Dywizji Kawalerii maszerujące na Ptyczę. 
Około północy grupa pod dowództwem dowódcy 49 pp płk. Staszkiewicza stanęła w Sadach.
Nad ranem 16 lipca dowódca 18 DP skoncentrował 144 pp, dwa bataliony 145 pp, 9 psgran., siedem baterii pod fortem Zahorce. Batalion zapasowy 50 pułku piechoty obsadzał fort, a 49 pułk piechoty z dwoma bateriami i sztabem XXXVI Brygady zajmował Sady, przygotowując się do natarcia na Chorupań. Stany bojowe 18 DP i X BP wynosiły: 42 pp – 28 oficerów, 1254 szeregowych, 29 ckm, 109 rkm; 49 pp – 15 oficerów, 1132 szeregowych, 20 ckm, 106 rkm; 144 pp bez I batalionu – 24 oficerów, 744 szeregowych, 22 ckm, 43 rkm; 145 pp – 22 oficerów, 759 szeregowych, 19 ckm; 6 pułk ułanów – 173 szable; 105 pp – 2200 żołnierzy, 11 ckm; 19 pp – 737 żołnierzy, 22 ckm; 40 pp – 320 żołnierzy, 11 ckm.
Uderzenia na Dubno i Chorupań
O świcie 16 lipca wyszło uderzenie na Dubno. Około 4.00 ruszyły do natarcia, skoncentrowane obok fortu Zahorce, oddziały pod rozkazami dowódcy XXXV BP. Silny ogień artylerii na Tarakanowo spowodował, że 144 pp dość łatwo zajął miejscowość. Nieco trudniej rozwijało się natarcie w rejonie wzgórza 227, 2 km na północ od Tarakanowa, ale Polacy doszli prawie do „Parku Palestyna”. Tu natarcie utknęło. Wyśmienicie wyekwipowany, ale słabo wyszkolony 9 psgr, w wyniku wyprowadzonego kontrataku dwóch pułków nieprzyjacielskiej jazdy, uległ panice. W konsekwencji cała XXXV cofnęła się na pozycje wyjściowe. Tam odwody dywizji odparły kontratak i rozpoczęto porządkowanie oddziałów. 
Kolejną przyczyną niepowodzenia XXXV BP był skrzydłowy ogień nieprzyjacielskiej artylerii ze strony Strakłowa. Prawe skrzydło miał osłaniać III/145 pp. O 3:40 przekroczył on nowo zbudowany most na Ikwie pod Nosowicą, ale już około 4:40 został zatrzymany pod wsią Zamczysko. Później uwikłał się w walki pod  Dietyniczami, Birokiem i wycofał się na Kluki. O 10.00 dowódca dywizji nakazał skierować ogień artylerii na Dietynicze i Birok, a III/145 pp przeprowadzić ponowne natarcie i zdobycie Strakłowa. Atak miał być również wspierany przez pociąg pancerny „Chrobry”, stojący tuż obok wsi Podłuże.
W tym czasie XXXVI BP w składzie 49 pułk piechoty z I/18 pułku artylerii polowej ruszyła przez Sady na Chorupań. Natarcie 49 pułku piechoty na miejscowość wywołało gwałtowny kontratak około 800 jeźdźców z 14 Dywizji Kawalerii. Celny ogień I/18 pap, prowadzony z najbliższych  odległości, spowodował załamanie bolszewickiej szarży, a salwy III/49 pp ścigały odchodzącego nieprzyjaciela ogniem karabinów maszynowych. Po odparciu kontrataku zaatakował cały 49 pułk piechoty i zdobył Chorupań i Hołowczyce. Zginęło ponad 100 bolszewików, w tym trzech dowódców pułków, zdobyto 2 karabiny maszynowe i kilkanaście koni. III/49 pp miał 9 zabitych i 25 rannych.
Koncentryczne natarcie dwóch brygad na Dubno
Generał Krajowski podjął decyzję wieczornego uderzenia na Dubno dwoma brygadami jednocześnie. O 18.00 z linii drogi Chutor Niemców – Miatyń rozpoczęła natarcie XXXVI BP. W tym samym czasie od strony fortu Zahorce atakowały główne siły 18 DP. Uderzenia oskrzydlające wsparte skoncentrowanym ogniem polskiej artylerii spowodowały, że 11 DK pospiesznie opuściła miasto, ponosząc przy tym znaczne straty. W międzyczasie do Chorupania ponownie wkroczyli kozacy.
Własne straty z 16 lipca wynosiły około 30 zabitych, 120 rannych oraz 30 do 40 zaginionych. Sowieckie 11. i 14. Dywizje Kawalerii straciły 4 działa i 8 km, około 200 zabitych i ciężko rannych.
W sumie dwa boje o Dubno i Chorupań kosztowały 18 DP około 190 poległych i rannych. 11 i 14 DK straciły według polskich szacunków około 500 ludzi, cztery działa i siedem ckm.

## Walki pod Dubnem i Chorupaniem
Jeszcze w nocy z 16 na 17 lipca generał Krajowski zadecydował odbić Hołowczyce i Chorupań. Z Dubna pod rozkazami dowódcy XXXVI BP wyszły 144. i 49 pułki piechoty, wzmocnione artylerią. 144 pułk piechoty maszerował wzdłuż osi Dubno - Hołowczyce, a 49 pp  przez Chutor Krzywucha, Małe Sady. 
Kolumna 144 pp po krótkiej walce zajęła Hołowczyce, lecz Chorupania nie mogła sama  opanować. Dopiero wyprowadzony wspólnie z 49 pp atak spowodował, że o 9:30 zajęto Chorupań. Około 11.00 49 pp zajął lasek położony 3 km na zachód od Chorupania, tworząc tym samym lewe skrzydło 18 Dywizji Piechoty i zarazem 6 Armii. Kilkukrotnie kontrataki nieprzyjaciela zostały odparte, a XXXVI BP oczekiwała nadejścia 3 Dywizji Piechoty Legionów lub 6 Dywizji Piechoty do rejonu Młynowa.
W tym czasie 145 pułk piechoty otrzymał rozkaz natarcia z Dubna przez most na Ikwie, zajęcia m. Surmicze oraz koszar dubieńskich i utworzenia przyczółka na wschodnim brzegu rzeki. Przyczółek ten gen. Krajowski zamierzał wykorzystać do działań ofensywnych podczas spodziewanej walnej bitwy z Budionnym. Uderzenie czołowe nie dało rezultatu. Dopiero przy współudziale części batalionu zapasowego 50 pp z fortu Zahorce zastosowano manewr obejścia, zdobyto most, zajęto Surmicze i koszary, a 13.00 nawiązano łączność w Strakłowie z I/145 pp ppor. Piotrowiaka.
Przez cały dzień 14 Dywizja Kawalerii próbowała odbić broniony przez bataliony 145 pp z XXXVI BP Chorupań.
Wieczorem do sztabu 18 DP napłynęły meldunki, iż zagony 4 Dywizji Kawalerii opanowały Pełcze i Radziwiłłów na tyłach dywizji, rozbiły tabory 42 pp i 6 puł, warsztaty samochodowe i szpital polowy. Przybyłe na stację w Radziwiłłowie trzy kompanie uzupełnień dla X BP oraz pociąg pancerny „Chrobry” wyrzuciły co prawda kozaków z miasta, jednakże 4 DK nadal pozostawała między Ikwą a Styrem, stanowiąc stałe zagrożenie dla tyłów grupy gen. Krajowskiego.

## Walki o Chorupań
Wieczorem 17 lipca nieprzyjaciel nacierał po raz trzeci na III/49 pułku piechoty stojący w lasku przy drodze Chorupań - Smordwa. Natarcie zostało odparte, jednak kozacy znaleźli się tuż przed polskimi liniami i z dniem 18 lipca należało spodziewać się nowych ataków. 
Generał Krajowski nakazał zatem dowódcy XXXVI BP:„nie czekając na przybycie 4 Brygady Jazdy do Smordwy, obsadzić jednym batalionem wzgórza na południe od Smordwy, wysłać zwiady przez Młynów na Dorogostaj i przez Arszyczyn na Użyniec, oraz szukać łączności z 6 Dywizją Piechoty silnym patrolem oficerskim przez Smordwę, Bokujmę do Targowicy”.
Nakazał jednocześnie zluzowanie całego 145 pułku piechoty rozmieszczonego na przedmościu Dubna przez batalion zapasowy 50 pp i 9 pułk strzelców granicznych, skoncentrowanie 145 pp w Dubnie i Strakłowie jako odwód dywizji.
Równocześnie I/49 pułku piechoty zmienił III/49 pp w lasku na południe drogi Smordwa – Chorupań i kilkakrotne odpierał natarcia spieszonej jazdy bolszewickiej, wsparte trzema samochodami pancernymi. Dwa razy czerwonoarmiści wdzierali się do lasu i dwukrotnie wypierano ich kontratakiem na bagnety. Zagrożone baterie 18 pap nie opuszczały stanowisk i z odległości dwustu metrów prowadziły ogień do sowieckich tyralier. W ciężkich walkach ranny został dowódca XXXVI BP płk Edmund Hausner i dowódca I/49 pp por. Łapiński. Dowództwo XXXVI Brygady objął płk Staszkiewicz, a dowództwo 49 pp ponownie kpt. Nadachowski.
Po południu przeciwnik podciągnął nowe siły i wyparł z wioski 144 pułk piechoty. Pułk nie był w stanie wyrzucić stamtąd nieprzyjaciela własnymi siłami.
Generał Krajowski zdecydował się na użycie odwodów dywizji. Kontratak, zorganizowany z udziałem przybyłych z Dubna I i II/145 pułku piechoty, doprowadził do odbicia Chorupania. O 19.30 sowieci wyprowadzili swój kontratak. Około pięciuset spieszonych kawalerzystów, wspieranych przez dwa samochody pancerne, uderzyło na lewe skrzydło i tyły XXXVI BP. W trakcie walk artyleria polska wyczerpała amunicję, a piechota granaty ręczne. 49 pułk piechoty poniósł znaczne straty i musiał się wycofać. Gdy jednak około 20.00 samochody dowiozły amunicję, Polacy przeprowadzili kontratak i przy pomocy odwodowego III/49 pp odrzucono nieprzyjaciela na Młynów.
Bitwa o Chorupań rozgorzała na nowo 19 lipca i trwała cały dzień. Budionny uderzył 11 i częścią 14 Dywizji Kawalerii. O 9.00 około czterystu spieszonych kawalerzystów, z dwoma samochodami pancernymi, zaatakowało lasek obsadzony przez 49 pułk piechoty. W południe na stanowiska 49 pp przybył gen. Krajowski. Zdarzył się wówczas rzadko notowany na współczesnych polach bitew przypadek, kiedy dowódcy obu walczących stron mogli obserwować się nawzajem. Ze wzgórza 239, na którym swoje SD rozmieścił Krajowski, widać było bowiem samochód stojący za Ikwą na szosie pod Arszyczynem, z którego Budionny wydawał rozkazy. 
Gen. Krajowski, widząc obchodzenie stanowisk obronnych XXXVI BP przez znaczne siły przeciwnika, wydał rozkaz kontruderzenia na Smordwę.
Natarcie zamierzano przeprowadzić dwoma batalionami 49 pp i odwodowym 145 pułkiem piechoty. Jako że do 13.30 pułk odwodowy nie przybył na pozycje wyjściowe, dowódca 49 pp kpt. Adam Nadachowski, w porozumieniu z dowódcą XXXVI BP, wydał rozkaz samotnego rozpoczęcia akcji. Atakujący w tyralierze pułk natknął się na grupę kilkuset kawalerzystów przygotowanych do szarży. Z najbliższej odległości III batalion otworzył skuteczny ogień, dziesiątkując jazdę. Rozproszona kawaleria trafiała wprost na ogień II batalionu. Zwycięskie oddziały polskie kontynuowały natarcie na Smordwę. Około 17.00, zagrożony oskrzydleniem prawego skrzydła, kpt. Nadachowski wydał rozkaz wycofania obu batalionów na pozycje wyjściowe. 
Ostatecznie Polacy utrzymali Chorupań, ale w dalszym ciągu nie mogli nawiązać kontaktu z oddziałami 2 Armii. Tego dnia pod Dubnem artyleria 11 Dywizji Kawalerii ostrzeliwała polski przyczółek, a o 13.00 spieszona sowiecka kawaleria rozpoczęła natarcie i do wieczora opanowała Surmicze. W międzyczasie stwierdzono koncentrację dużych sił bolszewickich pod Nosowicą nad Ikwą. Słaby 105 pułk piechoty, który bronił tu przeprawy, nie dawał gwarancji zatrzymania kozaków. Przejście zaś na zachodni brzeg Ikwy sowieckiej 45 Dywizji Strzeleckiej stawiałoby w trudnym położeniu wyczerpaną walkami 18 Dywizję Piechoty. Podchodzenie nowych sił sowieckich, duże straty, brak kontaktu z 2 Armią i obecność 4 Dywizji Kawalerii na tyłach spowodowały, że gen. Krajowski późnym wieczorem 19 lipca podjął decyzję przerwania bitwy i wycofania dywizji do rejonu Werba – Białogródek. Nad ranem 20 lipca opuszczono Chorupań i Dubno, pozostawiając załogę w forcie Zahorce. Fort został zajęty przez wojska bolszewickie jeszcze tego samego dnia wieczorem.
Generał Krajowski w rozkazie nr 8644/adj. z 28 lipca 1920 tak scharakteryzował bitwę na przedpolach Chorupania: 

„Walki pod Chorupaniem tak krwawo zapisały się w szeregach wrażego kozactwa, że wg zeznań oficerów Budiennego, jeńców, był to najpoważniejszy i najsilniejszy opór, na jaki armia jego dotychczas natrafiła. Bo też żołnierz 18 Dywizji Piechoty nie broni się, lecz wyłącznie kontratakuje. Setki trupów nieprzyjacielskich na polach Chorupania świadczą o waleczności piechoty i artylerii 18 Dywizji Piechoty. Podnieść tu należy działalność 49 pp. oraz 2-ej i 3-ej baterii 18 pap., które nie bacząc na wysiłki wroga, stały niezachwiane”.

## Epilog walk
Siedmiodniowa bitwa pod Dubnem związała główne siły Budionnego. Nie zdołano wprawdzie zorganizować wspólnej akcji 2 Armii i grupy gen. Krajowskiego przeciw 1 Armii Konnej, ale zadano jej znaczne straty i opóźniono o tydzień jej marsz na zachód. W następnych dniach wyczerpana walkami 1 Armia Konna  nie zdołała sforsować głównymi siłami Styru. Umożliwiło to polskiemu dowództwu podjęcie walnej bitwy pod Beresteczkiem i Brodami. Straty grupy gen. Krajowskiego wyniosły około 2000 ludzi. Zdobyto cztery działa i jedenaście ckm. Straty sowieckie są nieznane.